# 自然历史博物馆的天花板

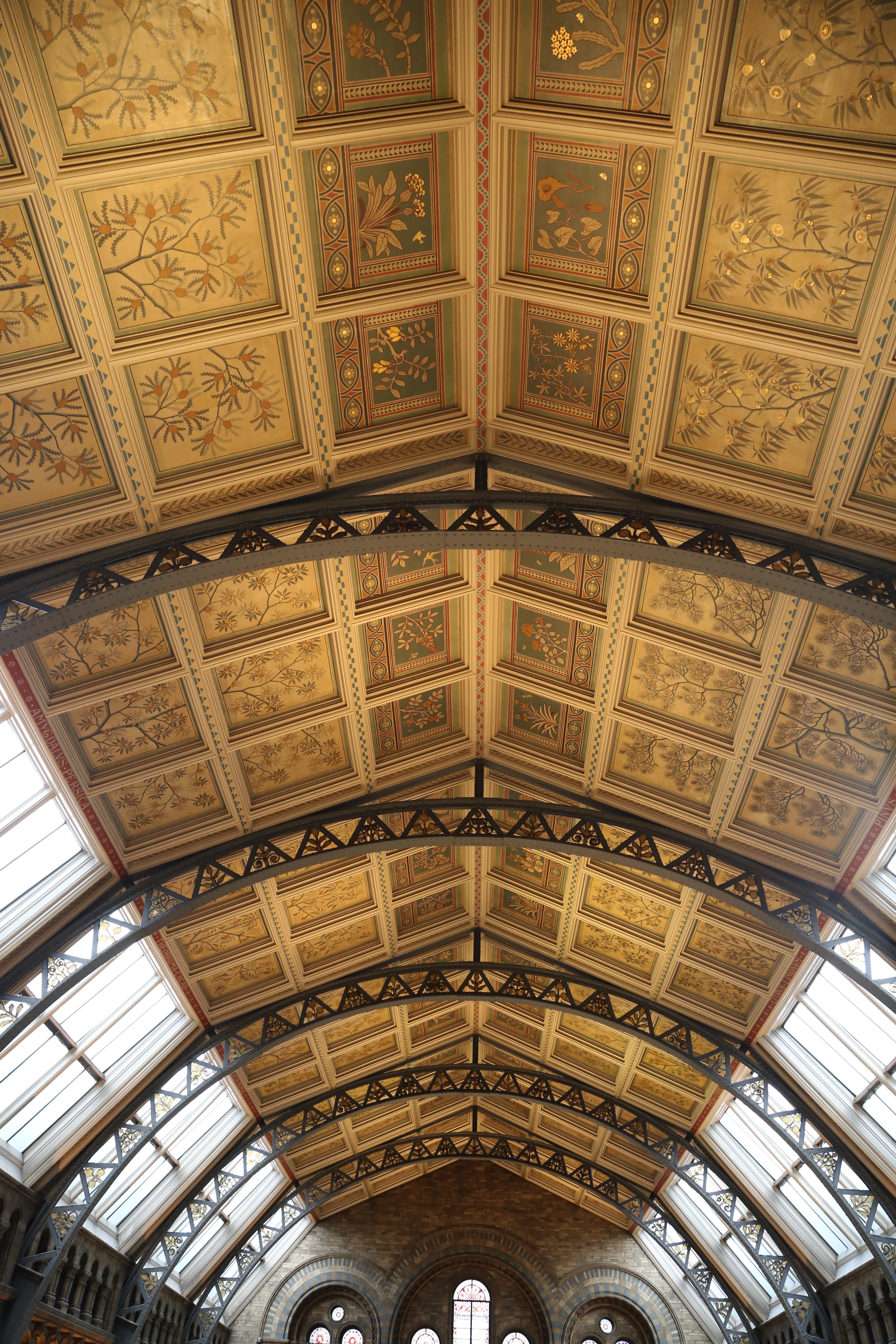
2013年中央大厅（现为辛茨大厅）天花板

自然历史博物馆的天花板是指伦敦自然史博物馆的中央大厅（自2014年起正式改名为辛茨大厅）和较小的北大厅的一对装饰天花板与自然史博物馆于1881年同时揭幕。它们由博物馆的建筑师阿尔弗雷德·沃特豪斯设计，由艺术家查尔斯·詹姆斯·莱亚绘制。中央大厅的天花板由162个面板组成，其中108幅描绘了对博物馆历史，大英帝国或博物馆的参观者具有重要意义的植物，其余则是高度程式化的装饰性植物画。北厅天花板由36个面板组成，其中18幅描绘了生长在不列顛群島上的植物。这些画直接绘制在天花板的灰泥上，并贴金增强视觉效果。
博物馆的首席工程专员阿克顿·斯密·艾尔顿（Acton Smee Ayrton）當初以成本为由拒绝进行该计划，但是沃特豪斯向其保证，那些画是在博物馆建成前完成，因此不会产生任何额外费用。随后，他又说服艾尔顿，将一些画中的元素贴金，使天花板更具吸引力。
中央大厅的天花板由六排彩绘面板组成，屋顶顶点的两侧各三排。这些彩绘面板在建筑物南端的落地窗上方，又被分为九块面板（如图）。每个区块中最接近屋顶的三块面板由仿古面板组成，在绿色底色上描绘了一些程式化的植物。其余的六块面板上，每幅画都以淡色为背景，描绘了一种对大英帝国具有特殊意义的植物。除此之外，中央大厅天花板的剩余部分运用了同样的风格和模式。彩绘面板上的植物不管是对游客或是博物馆历史都具有特殊意义。
北厅的天花板仅包含四排彩绘面板。最上面两排描绘了联合王国当时组成国的纹章符号；其余两排描绘了在英国或爱尔兰发现的植物，与该厅展示英国自然历史的预期目的契合。
由于天花板的建造成本低廉，它们非常脆弱，需要定期维修。在1924年，1975年和2016年多次进行了维修保护工作。 2016年展开修复工作的同时，拆除了“ 迪皮 ”（Dippy），迪皮是以前站在中央大厅的梁龙骨架，取而代之的是天花板上新悬挂的蓝鲸骨架。

## 沃特豪斯大楼

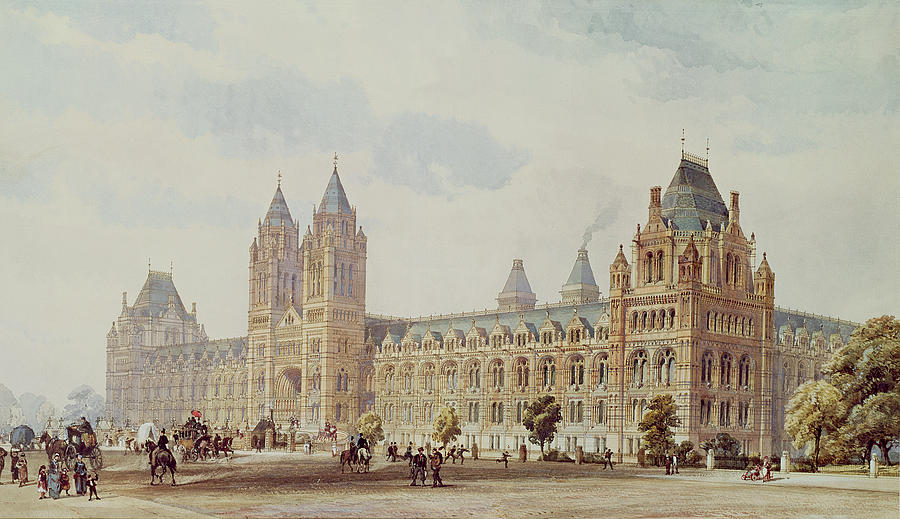
1876年，沃特豪斯（Waterhouse）对建筑物的最终设计作画，中央塔楼之间的拱门是中央大厅的入口。这幅画最右端的侧立面一直没有完成，延伸到现在的博览会路。

沃特豪斯（Waterhouse）的设计基于罗马式的德国宗教建筑，原因是欧文（Owen）是一位著名的創造論者，他认为博物馆在展示上帝的作品的同时，应具有宗教目的。博物馆设计围绕着一个长方形中央大厅以及北面大厅。 参观者通过会路进入中央大厅，大厅中有欧文所预想的代表性标本的索引合集供参观者查看。
与众不同的是，沃特豪斯的建筑，包括自然历史博物馆的天花板，内外用的都是建造成本很高的陶土，以防止伦敦酸雨对建筑的腐蚀，甚至借助酸雨将建筑冲刷干净，这是英国有史以来第一座这样设计的建筑。但实际上在博物馆的大部分历史中，外部从未被清洗过，这使得该建筑有了不美观的名声。直到1975年，博物馆外部才被完全清洗，恢复了原貌。

## 中央大厅

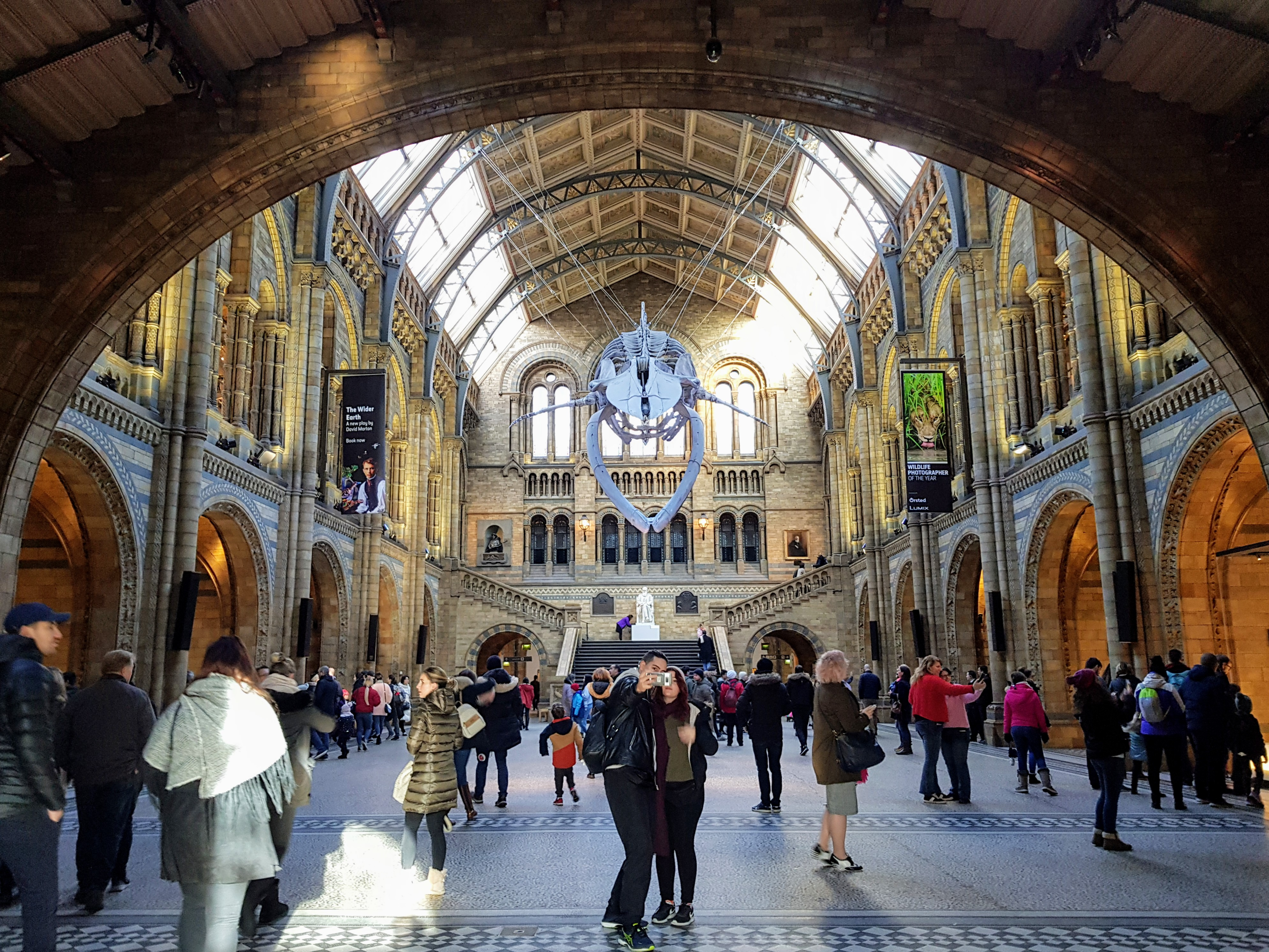
彩绘面板位于天窗上方，光线昏暗，因此天花板的设计要在长距离和短距离上都满足美学。

除了规模大之外，中央大厅也非常高，整个建筑高22米，采用石膏衬里的人字形屋顶，在屋顶和墙壁之间的交界处，由天窗包围。大厅北端的楼梯两侧是通往北厅和大厅阳台的拱门，通过阳台可以到达入口上方的展台。进入大厅的参观者只有参观完整个楼层才能沿着楼梯到二层。这样的布局给沃特豪斯的天花板装饰计划出了难题。由于天窗比天花板低，因此与厅内其他位置相比，屋顶光线并不好，而且考虑到游客的参观路线，装饰需要在一层及二层阳台都具有吸引力。为了解决这个问题，沃特豪斯决定采用绘有植物的52米彩绘面板。 
首席工程专员阿克顿•斯密•艾尔顿并不支持博物馆项目，因此他尽可能地削减成本。因为他对艺术不感兴趣，所以他尽可能地管束艺术家和建筑师进行“过度装饰”，坚持要用便宜的灰泥和石板代替沃特豪斯原计划的木制天花板和铅制屋顶， 他又否决了沃特豪斯对天花板彩绘面板计划。但是沃特豪斯最终说服了艾尔顿，又给艾尔顿看了两张石榴和木兰的样品画，于是艾尔顿批准了1435英镑，相当于现在的130,000英镑来装饰天花板在获得彩绘面板的批准之后，沃特豪斯又设法说服了艾尔顿，运用镀金增强绘画的吸引力。
没有明确的记载是具体是如何选择植物，以及是谁设计的图画。有学者认为是沃特豪斯本人根据博物馆收藏的植物标本进行了创作。而威廉•斯登（William T. Stearn）在1980年撰写的文章中称，面板上的植物是由植物学家威廉卡拉瑟斯（William Carruthers）选择的，他是当时的博物馆植物学管理员。
为了将漫画元素融入彩绘面板创作，沃特豪斯委托了曼彻斯特艺术家，贝斯尔公司（英語：Best＆Lea）的查尔斯·詹姆斯·莱亚。沃特豪斯给了莱亚一些植物样本图片，并要求莱亚「选择最适合的水果和花卉进行绘画，并给靠近屋顶的面板镀金」。有记载，贝斯尔公司为这个项目支付了1975英镑的费用，相当于现在的180,000英镑。

### 主天花板

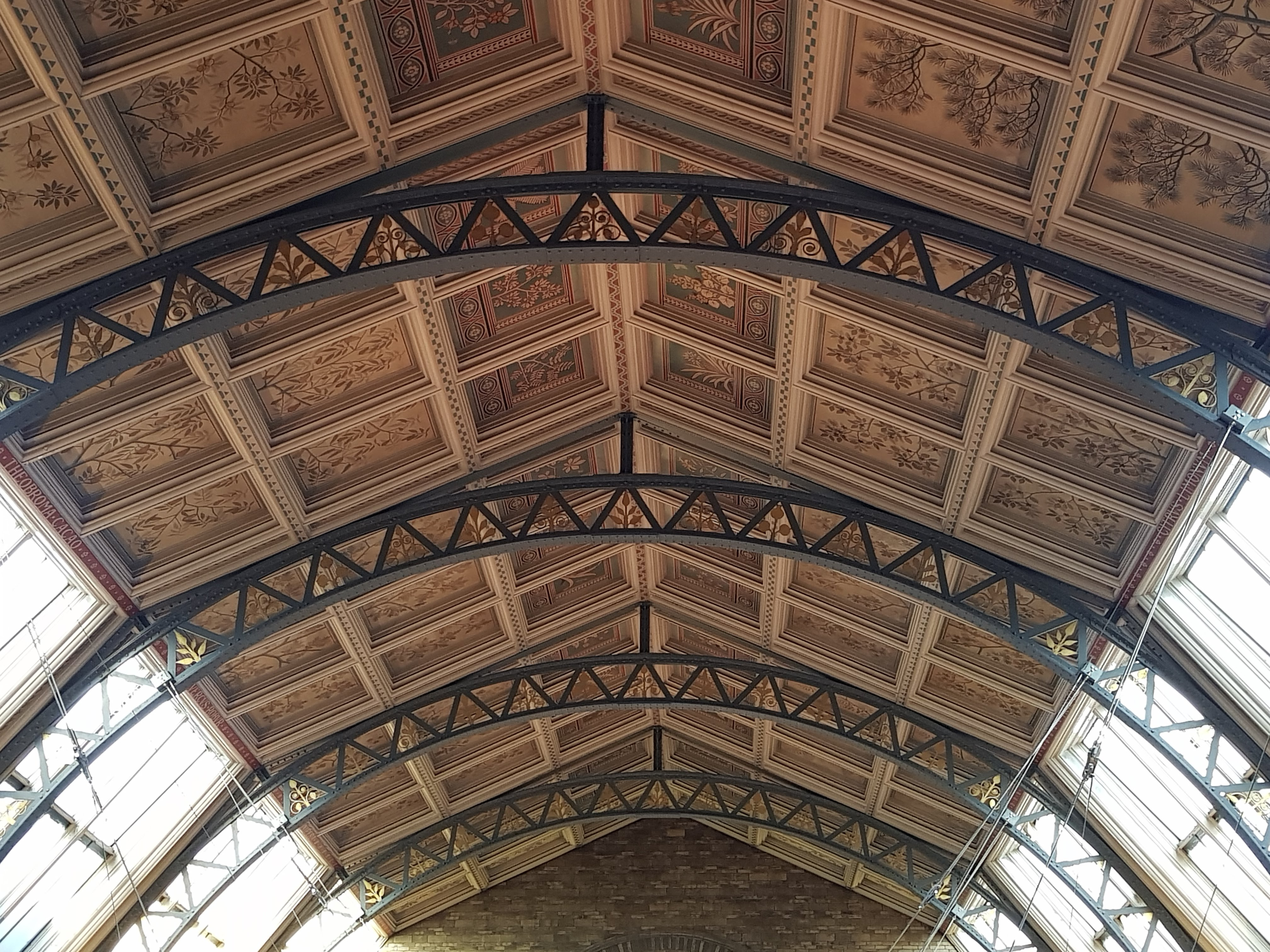
每侧三排长面板从天窗向屋顶排列，在屋顶的顶点相交。支撑大梁本身饰有镀金叶子。

天花板的设计以生长和力量为主题。位于两侧天窗上方的三排面板沿着大厅的长度延伸，最上面的一排面板相交于屋顶顶点。其余两排又可以分为六块彩绘面板，每块面板上都画有一个植物物种。植物向屋顶伸展枝条，以此体现生长的主题。天花板的支撑梁将彩绘面板每隔三个板块隔开，面板被分成九个大正方形（如图）;支撑梁也是设计的组成部分，但从地面上几乎看不出，只有站在上层长廊可见，体现了工业与自然结合。

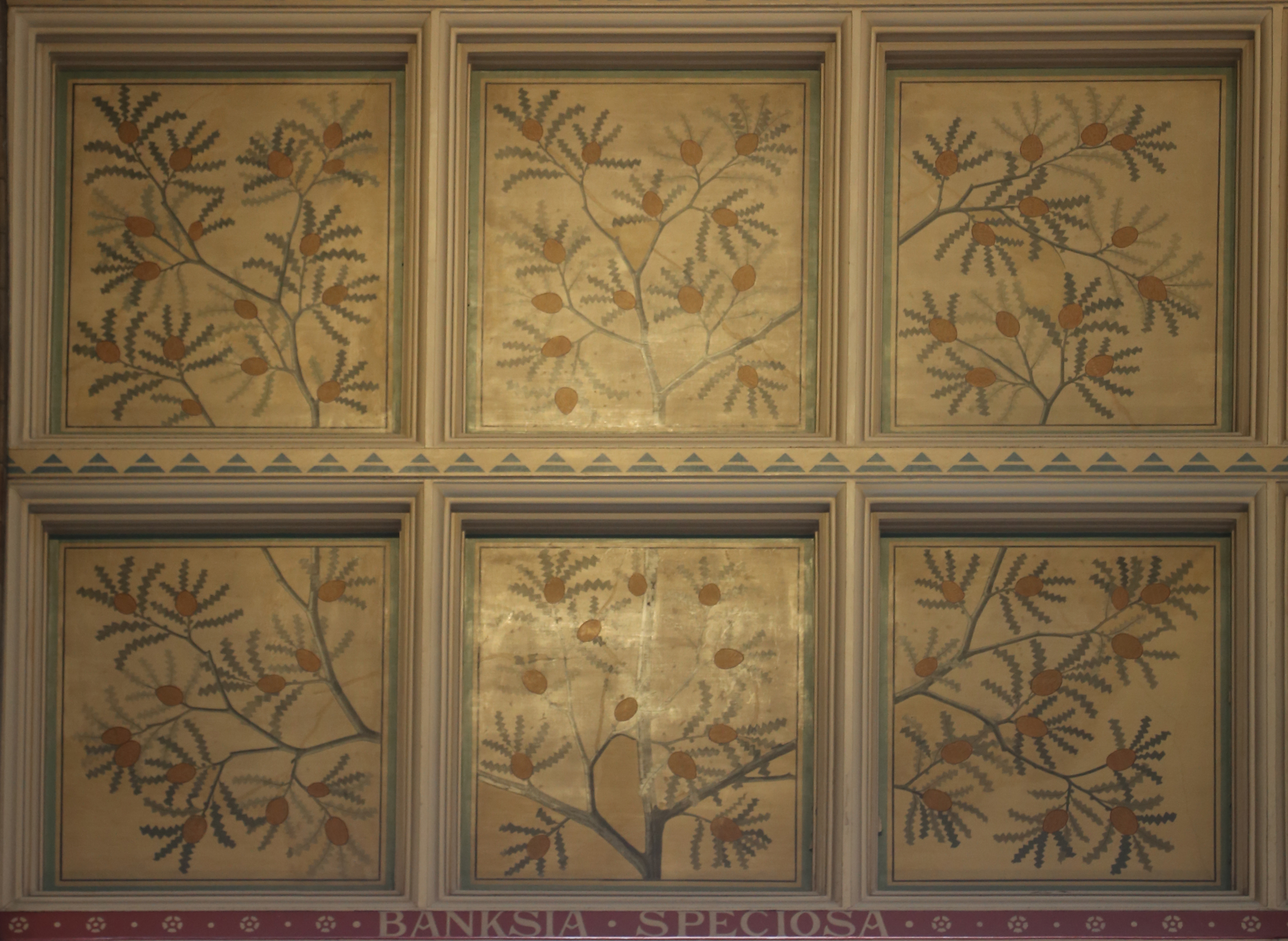
六个描绘山龙眼物种的面板

支撑梁源于12世纪的德国建筑。每一根都是一个圆拱门，并带有重复的三角形排列，形成了锯齿形图案。每个朝上的三角形内都有一片显眼的镀金叶子；六种不同的叶子设计重复出现。与支撑梁垂直的，是七根铁质横梁。其中最上面的一根构成了屋顶的顶点，第二根横梁将第一排彩绘面板与第二排彩绘面板分隔开。两侧的每根横梁，都将两排彩绘面板隔开，以相同的奶油色和绿色进行装饰。最下面的一根横梁将彩绘面板与天窗隔开，为深酒红色，上面标有以上彩绘版块的植物学名；名字的两侧是镀金圆点和玫瑰花图案。应欧文的要求，这些植物被标上了二项式名称而不是英文名称，他认为这样对参观者更有教育作用。 
另外，每组九块彩绘面板上都有一个抽象的叶子设计，与拱门大梁平行；这些装饰沿着天窗和大梁一直延伸到陶土墙，在墙和天花板之间形成显眼的连接，增添美感。